# Goliad, Texas
Goliad là một thành phố thuộc quận Goliad, tiểu bang Texas, Hoa Kỳ. Năm 2010, dân số của xã này là 1908 người.

## Dân số
- Dân số năm 2000: 1975 người.
- Dân số năm 2010: 1908 người.